# Souraïde
Souraïde (en euskera: Zuraide) es una localidad y comuna francesa situada en el departamento de Pirineos Atlánticos, en la región de Nueva Aquitania, en el territorio histórico vascofrancés de Labort (Lapurdi).

## Geografía
Limita al norte con la comuna de Ustaritz, al este con Espelette, al oeste con Saint-Pée-sur-Nivelle y al sur con Ainhoa.

## Historia
Durante la Revolución francesa, la ley del 4 de marzo de 1790 que promulgó el Directorio rebautizó la localidad con el nombre de Mendialde.

## Economía
Se trata de una de las comunas productoras de la denominación de origen francesa Pimiento de Espelette.

## Heráldica
En campo de oro, un león rampante, de gules, cantonado en el jefe, de dos veneras de su color natural.

## Demografía
| Gráfica de evolución demográfica de Souraïde entre 1800 y 2012 |
|                                                                |

Fuentes: Ldh/EHESS/Cassini e INSEE.